# Ilıca, Darende
Ilıca là một thị trấn thuộc huyện Darende, tỉnh Malatya, Thổ Nhĩ Kỳ. Dân số thời điểm năm 2011 là 1.151 người.